# Hljeb Velji
Hljeb Velji je hrid uz sjevernu obalu Lastova, od kojeg je udaljen oko 300 metara. Najbliži susjedni otok je Maslovnjak Veli, oko 200 metara istočno, a između ova dva otoka je niz manjih hridi Karlovića Tovari.
Površina hridi je 575 m2, a visina oko 2 metra.